# N'Gourti
N'Gourti è un comune rurale del Niger facente parte del dipartimento di N'guigmi nella regione di Diffa.